# Алиев, Интигам Камил оглы
Интигам Камил оглы Алиев (азерб. İntiqam Əliyev; род. 30 ноября 1962, Пушкинский район) — азербайджанский правозащитник и юрист.
Вместе с другими правозащитниками Алиев был заключен в тюрьму в середине 2014 года. В апреле 2015 года суд приговорил его к 7,5 годам лишения свободы. Его арест считается политически мотивированным, поскольку Алиев ранее подавал в Европейский суд по правам человека против властей Азербайджана.
До ареста Алиев руководил Обществом правового просвещения. 22 апреля 2015 года он был приговорен к семи с половиной годам лишения свободы. Он был признан виновным в хищении и мошенничестве в особо крупных размерах, незаконном предпринимательстве и уклонении от уплаты налогов. Amnesty International признала его узником совести. 28 марта 2016 года Верховный суд Азербайджана изменил срок его тюремного заключения с семи лет и шести месяцев на пятилетний условный срок, он был освобожден в тот же день.

## Награды
- 2012: премия «Человек человеку» за работу в области прав человека[9].
- 2014: премия свободы имени Андрея Сахарова Норвежского Хельсинкского комитета вместе с Лейлой Юнус, Расулом Джафаровым и другими политзаключенными Азербайджана[10]. Поскольку он находился в заключении, награду вручили его детям.
- 2015: премия Международной ассоциации юристов в области прав человека за выдающийся вклад в защиту прав человека[11]. Поскольку он находился в заключении, награду вручили его детям.
- 2016: премия Совета адвокатов и юридических обществ Европы в области прав человека (CCBE) за то, что он посвятил «свою жизнь защите прав людей от репрессивной системы правительства Азербайджана» и на протяжении десятилетий обеспечивал «юридические помощь и представительство политически преследуемым»[12][13]. Поскольку он находился в заключении, награду вручили его детям.
- 2016: премия «Защитник гражданских прав» международной правозащитной организации Civil Rights Defenders[англ.].